# Région de Rockhampton
La région de Rockhampton est une nouvelle zone d'administration locale dans l'est du Queensland en Australie.
Le 15 mars 2008, elle a été créée par la fusion de la ville de Rockhampton avec les comtés de Fitzroy, de Livingstone et de Mount Morgan.
La région élit dix conseillers et un maire.